# Мариус (фильм, 1931)
«Мариус» (англ. Marius) — фильм режиссёра Александра Корды, снятый во Франции в 1931 году. Экранизация одноимённой пьесы Марселя Паньоля. Романтическая комедия с элементами мелодрамы. После съёмок фильмов «Фанни» (1932 год) и «Цезарь» (1936 год) объединён с ними в трилогию под общим названием «Мариус» (в ряде изданий — «Марсельская трилогия»).

## Сюжет
Цезарь — владелец таверны в портовом квартале Марселя. В хозяйстве ему помогает сын Мариус, чуть старше двадцати лет. Юноша увлечён подругой детства Фанни, но ещё более горячо мечтает стать моряком и отправиться в дальние путешествия. После того, как богатый немолодой и уже овдовевший торговец парусиной Панисс делает Фанни неожиданное предложение руки и сердца, Мариус в порыве ревности открывает ей свои чувства. Девушка отвечает ему взаимностью, их отношения становятся очень близкими. Узнав об этом, Цезарь и мать Фанни уговариваются о свадьбе своих детей. Мариус, уже нанявшийся в экипаж отправляющегося судна, заметно груснеет от перспективы бракосочетания. Фанни, понимая, что более неё Мариус влюблён в море, жертвует любовью и отпускает его в плавание, солгав, что согласилась стать женой Панисса.

## В ролях
- Ремю — Цезарь Оливье, владелец портовой таверны
- Пьер Френе́ — Мариус, его сын
- Оран Демази — Фанни Кабани́, возлюбленная Мариуса
- Алида Руфф — Онори Кабани, её мать
- Фернан Шарпи — Оноре Панисс, богатый промышленник
- Аугуст Мурье — Феликс Эскартефиг, капитан
- Михалеско — Пикозу, обнищавший моряк
- Робер Ватти — Месье Бран, молодой таможенник
- Эдуа Делмон — Ле Голек, старший помощник капитана «Малайзии»

## Художественные особенности
Фильм одним из первых обозначил художественную манеру зарождающего в кинематографе Франции направления поэтического реализма.

## Награды
Фильм не имеет наград из-за отсутствия в начале 1930-х годов кинематографических конкурсов (Венецианский кинофестиваль, первый из Европейских, учреждён в 1932 году).

## Критика
Кинообозреватель и критик Ноэль Мюррей из агентства The Onion, сатирического издания, которое редко лояльно к критикуемым авторам, так характеризует фильм: «Трилогия закрепила за французским кино понятие „традиция качества“, в котором игра актёров и раскрытие темы ставится выше внешнего блеска. Сами фильмы повествовательны и комичны, полны житейских узнаваемых персонажей и очень натуралистичных мелочей, французских, как сыр Бри или Жак Тати.»
Ещё более восторжены отзывы не профессионалов, частных посетителей сайта IMDb. Рецензия из США от 16 сентября 2007 года: «Я не знаю, что нового могу сказать о фильме. Я смотрел его снова и снова. Каждый раз я поражаюсь насколько хорошо это сделано… Многие эпизоды даже смешнее на 10-й просмотр. Музыка великолепна. Короче, этот фильм — чудо, полное драгоценных камней. Посмотрите его.»

## Культурное влияние
На основе трилогии созданы следующие произведения:
- 1938 год — фильм «Порт семи морей» (англ. «Port of Seven Seas», США)
- 1942 год — фильм «Порт чаек» (Япония)
- 1954 год — мюзикл «Фанни» (Бродвей, США)
- 1961 год — фильм «Фанни» (США)
- 1967 год — «Гимн Любви» (Япония)
- 2000 год — телевизионный фильм «Мариус» (Франция)
- 2009 год — спектакль «Цезарь, Фанни, Мариус» (Франция)